# Comunidade quilombola Velame
Velame é uma comunidade remanescente de quilombo, população tradicional brasileira, localizada no município brasileiro de Vitória da Conquista, na Bahia. A comunidade de Velame é formada por uma população de 73 famílias, distribuídas em uma área de 1874,17 hectares. O território foi certificado como remanescente de quilombo (reminiscências históricas de antigos quilombos), pela Fundação Cultural Palmares, pela Portaria n° 38534, de 19/04/2005.
Esta comunidade teve o Relatório Técnico de Identificação e Delimitação publicado em 2010 (etapa da regularização fundiária), mas ainda está com a situação fundiária em análise (não titulada) no INCRA.

## Tombamento
O tombamento de quilombos é previsto pela Constituição Brasileira de 1988, bastando a certificação pela Fundação Cultural Palmares:

Art. 216. Constituem patrimônio cultural brasileiro os bens de natureza material e imaterial, tomados individualmente ou em conjunto, portadores de referência à identidade, à ação, à memória dos diferentes grupos formadores da sociedade brasileira [...]
§ 5º Ficam tombados todos os documentos e os sítios detentores de reminiscências históricas dos antigos quilombos.
Portanto, a comunidade quilombola de Velame é um patrimônio cultural brasileiro, tendo em vista que recebeu a certificação de ser uma "reminiscência histórica de antigo quilombo" da Fundação Cultural Palmares no ano de 2005.

## História
Benedito Fortunato da França e sua esposa, Maria Senhoria de Jesus, iniciaram a comunidade quilombola de Velame no final da década de 1870, por conta do crescimento de sua família. Eles compraram as terras com o dinheiro da venda de sua porção da Comunidade quilombola do Furadinho. Em 1937, Maria faleceu. Benedito dividiu a terra entre seus 13 filhos e mudou-se para a comunidade Pau de Espinhos, na cidade de Belo Campo. Lá ele constituiu nova família com outros dois filhos.
Para pagar os custos da divisão das terras, Benedito vendeu seis alqueires do quilombo de Velame para Josefino Ferraz de Oliveira, que se mudou para lá com sua família. E, a partir do falecimento de Benedito, em 1940, Josefino começou a expropriar as terras da comunidade, alegando que havia comprado 40 alqueires (utilizando o termo de posse de Benedito, emprestado por uma de suas filhas, um primo seu que trabalhava no cartório forjou documento com seu nome). No momento de cercar as terras, Josefino o fez em um espaço de 60 alqueires.

## Situação territorial
A falta do título da terra (regularização fundiária) cria para as comunidades quilombolas uma dificuldade de desenvolver a agricultura, além dos conflitos com os fazendeiros de suas regiões e a impossibilidade de solicitar políticas sociais e urbanas para melhorias de condições de vida, como infraestrutura urbana de redes de energia, água e esgoto.
Povos Tradicionais ou Comunidades Tradicionais são grupos que possuem uma cultura diferenciada da cultura predominante local, que mantêm um modo de vida intimamente ligado ao meio ambiente natural em que vivem. Através de formas próprias: de organização social, do uso do território e dos recursos naturais (com relação de subsistência), sua reprodução sócio-cultural-religiosa utiliza conhecimentos transmitidos oralmente e na prática cotidiana.